# Mithridates VI. (Pontos)

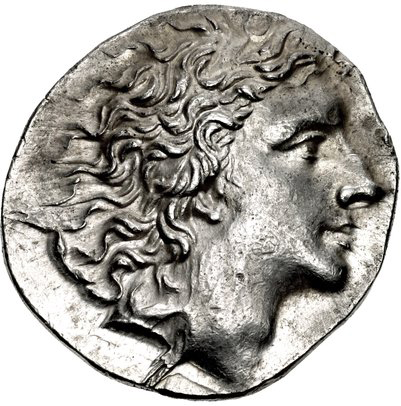
Mithridates VI. (Münzabbildung)

Mithridates VI. Eupator (altgriechisch Μιθριδάτης Εὐπάτωρ Mithridátēs Eupátōr, auch Μιθραδάτης Mithradátēs; * ca. 132 v. Chr. in Sinope; † 63 v. Chr. in Pantikapaion) war von ca. 120 v. Chr. bis zu seinem Tod König von Pontos. Pontos wurde unter seiner Herrschaft das größte und einflussreichste Königreich Kleinasiens und stellte die Vorherrschaft Roms in diesem Raum für nahezu drei Jahrzehnte in Frage. Eine Folge des Machtstrebens des Königs waren die drei nach ihm benannten Mithridatischen Kriege gegen das Römische Reich. Besonders im Ersten Mithridatischen Krieg offenbarte sich die Schwäche des römischen Herrschaftsgefüges in Kleinasien, das im Zuge der Angriffe des pontischen Königs innerhalb kurzer Zeit wie ein Kartenhaus zusammenstürzte. Als Mithridates anschließend auf das griechische Festland übersetzte, wurde er hier schließlich vom römischen Feldherrn Sulla aufgehalten und war nach schweren Niederlagen zum Friedensschluss gezwungen, der für ihn allerdings relativ milde ausfiel.
Nach dem von Rom provozierten, sehr kurzen Zweiten Mithridatischen Krieg, eröffnete der König 73 v. Chr. die Feindseligkeiten gegen Rom erneut. Dieser Dritte Mithridatische Krieg entwickelte sich nach anfänglichen Erfolgen für den König dann sukzessive zum Kampf um das physische und politische Überleben. Von den römischen Feldherren Lucullus und Pompeius wiederholt geschlagen, flüchtete Mithridates zuletzt ins Bosporanische Reich, wo er angesichts der Tatsache, dass sich dort sein Sohn gegen ihn erhob und seine letzten Parteigänger sich von ihm abwandten, Suizid beging.
Neben seinem jahrzehntelangen Kampf gegen Rom erlangte Mithridates VI. auch für neu entwickelte Legierungen in der Münzprägung Bekanntheit. Die Quellen schreiben ihm zudem Vielsprachigkeit und Kenntnisse in Botanik und Pharmakologie bzw. Toxikologie zu.

## Beinamen, alternative Namen
Inschriften und Münzen bieten immer die Namensform Mithradates, Schriftsteller ganz überwiegend Mithridates. Genannt wird er auch Mithridates VI. Eupator Dionysos und Mithridates der Große.
Auf Münzen und Inschriften und in schriftlichen Überlieferungen begegnet man überwiegend dem Beinamen Eupator (‚von edler Abstammung‘). Der Beiname der Große ist von Sueton, Dionysos von Appian und Plutarch überliefert.

## Leben

### Herkunft und Familie
Mithridates VI. stammte aus der persischen Familie der Mithridaten und war der Sohn von Mithridates V. Die Herkunft seiner Mutter ist unklar. Sein Geburtsjahr wird aus Rückschlüssen von überlieferten Stationen seines Lebens abgeleitet und ist nicht eindeutig festlegbar.
Mithridates VI. hatte einen jüngeren Bruder und fünf Schwestern. Sein Bruder trug ebenfalls den Namen Mithridates mit dem Beinamen Chrestos („der Tüchtige“). Die erstgeborene Schwester Laodike heiratete den kappadokischen König Ariarathes Epiphanes und in zweiter Ehe den bithynischen König Nikomedes III. Mithridates VI. verheiratete sich mit der jüngeren Schwester Laodike (Geschwisterehe). Die drei anderen Schwestern hießen Roxane, Stateira und Nysa und blieben wahrscheinlich unverheiratet. Von seinen späteren Nachkommen hat sich seine Enkelin Dynamis als Königin des Bosporanischen Reiches einen Namen gemacht.
Nach der Ermordung seines Vaters wurde Mithridates mit 11 Jahren zum König von Pontus gekrönt. Angeblich verbrachte er die folgenden sieben Jahre auf der Flucht, da ihm seine Mutter nach dem Leben trachtete. Er soll im Gebirge gelebt und Dörfer und Städte gemieden haben, was ihm zu einer kräftigen Statur und großer physischer Kraft verholfen hat.
Nach seiner Rückkehr ergriff er offenbar mühelos die Macht. Seine Mutter sowie sein jüngerer Bruder verschwanden von der Bildfläche. Die Mutter wurde nach der Überlieferung von Memnon von Herakleia in den Kerker geworfen oder nach den Erzählungen von Appian und Sallust getötet. Herodot erzählt, dass eine Königsmutter von den Perserkönigen verehrt wurde; sie hätten Elternmord verabscheut. Deshalb ist wohl die Überlieferung von Memnon von Herakleia als wahrscheinlicher anzunehmen. Einig sind sich die literarischen Quellen über das weitere Schicksal des jüngeren Bruders. Sein Name stand zwar noch auf zwei delischen Weihinschriften, die auf die Machtergreifung von Mithridates VI. datiert werden, doch wurde er später offenbar Opfer einer Verschwörung und ermordet.

### Herrschaft bis zum Konflikt mit Rom

Alter Orient um 100 v. Chr.

Der neue König erweiterte sein Königreich zunächst um griechisch besiedelte Gebiete auf und an der Krim, indem er als Beschützer gegen die Steppennomaden auftrat und das Bosporanische Reich seinem Herrschaftsbereich hinzufügte. Nachdem Mithridates so seine Machtbasis rund um das Schwarze Meer erweitert hatte, begann er mit Unternehmungen in Kleinasien.
Dort hatte nach der Niederlage Antiochos’ III. Roms Verbündeter, das Königreich Pergamon, eine Vormachtstellung inne. Nachdem der letzte pergamenische König, Attalos III., sein Reich testamentarisch der Römischen Republik vermacht hatte, übernahm Rom den an der Ägäis gelegenen Teil des Reiches 133 v. Chr. als römische Provinz Asia, während die im Inneren Anatoliens gelegenen Teile des Reichs an andere kleinasiatische Könige verteilt wurden, darunter die Könige von Pontus. In der Folge kam es zwischen den Königreichen zu Zwistigkeiten. Mithridates mischte sich in die kappadokische Thronfolge ein und suchte einen Herrscher nach seinem Willen dort einzusetzen. Sulla, damals römischer Statthalter in Kilikien, gelang es jedoch, Mithridates aus Kappadokien zu vertreiben. Dieser verlor bei dieser Gelegenheit auch seinen Anteil aus der Erbmasse des pergamenischen Reichs. Dadurch geriet er in Konflikt mit Rom.

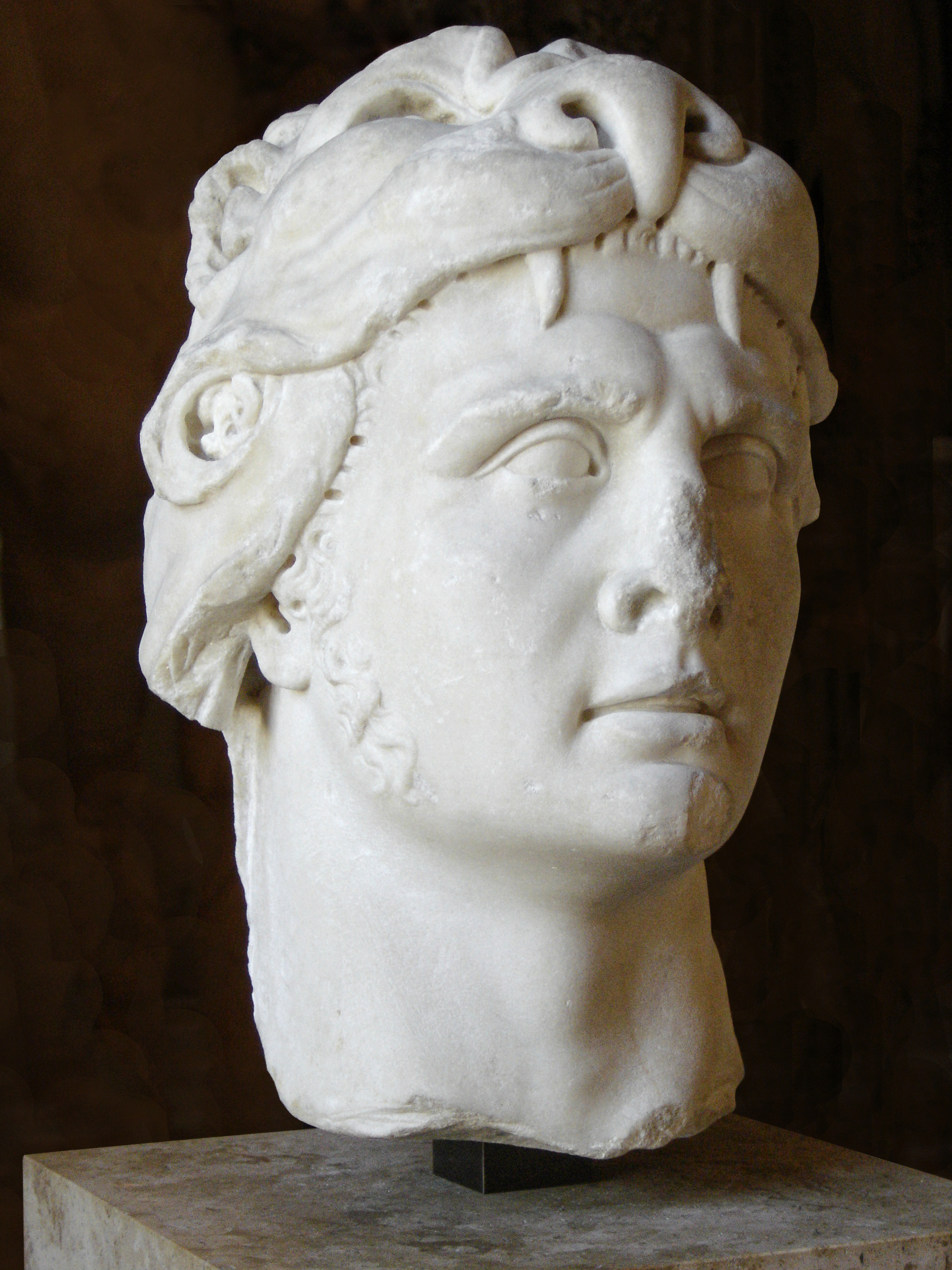
Büste des Mithridates VI. von Pontos (Paris, Louvre)

### Kriege gegen Rom
In der Folge schloss der Pontier ein Bündnis mit Tigranes II. von Armenien, der sein Schwiegersohn wurde, in Kappadokien einfiel und Mithridates’ Kandidaten dort an die Macht brachte. Mithridates machte sich den weitverbreiteten Hass auf die Römer in der Provinz Asia aufgrund der Ausbeutung durch die römischen Steuerpächter zunutze. Weil Rom auch durch den Bundesgenossenkrieg in Italien engagiert war, kam es in Kleinasien zu Aufständen, die Mithridates zugutekamen. Da er mit dem Versprechen von Freiheit auftrat, stieß er kaum auf Widerstand. Er brachte weite Teile Kleinasiens, der Ägäis und Griechenlands unter seine Kontrolle. Auf seinen Befehl wurden 88 v. Chr., angeblich an einem Tag, etwa 80.000 Italiker getötet (sogenannte Vesper von Ephesos).
Rom stellte Sulla, nunmehr Statthalter der Provinz Asia, schließlich eine umfangreiche Armee zur Verfügung. Der Erste Mithridatische Krieg begann 89 v. Chr. und endete 84 v. Chr. mit einem Vertrag, der in etwa die Situation vor Mithridates’ Expansion am Südufer des Schwarzen Meeres wiederherstellte.
Weil Sulla, der in den römischen Bürgerkrieg eingreifen wollte, sich nicht um die Durchsetzung des Vertrags kümmerte, sondern mit seinem Heer nach Italien zurückkehrte, kam es zu erneuten Auseinandersetzungen, in denen Sullas Statthalter Lucius Licinius Murena im Zweiten Mithridatischen Krieg (83–81 v. Chr.) eine Niederlage erlitt. Der Krieg endete mit einem Kompromiss über die Kontrolle Kappadokiens.
Der Dritte Mithridatische Krieg von 74 bis 63 v. Chr. brach aus, nachdem König Nikomedes IV. sein Königreich Bithynien dem römischen Staat vermacht hatte. Mithridates fiel daraufhin in Bithynien ein. In dem Krieg, der sich in nahezu ganz Kleinasien entspann, brachte Lucullus Mithridates und Tigranes schwere Niederlagen bei, wurde dann aber durch Pompeius ersetzt, was den Kriegsverlauf weiter verzögerte.
Pompeius besiegte Mithridates schließlich 63 v. Chr. und stellte in der Folge die politische Ordnung in Kleinasien und Syrien auf eine neue Grundlage. Mithridates entschied sich nun zur Flucht auf die Krim, dem einzigen Territorium seines einstigen Machtbereichs, das noch nicht von den Römern erobert worden war. Von dort aus gedachte er den Krieg gegen Rom fortzusetzen. Überliefert wird dazu, dass er geplant habe, über die Balkanhalbinsel in Oberitalien einzufallen. Dazu kam es aber nicht mehr, da sich sein eigener Sohn Pharnakes gegen ihn stellte. Zu diesem Schritt dürfte Pharnakes wohl die Erkenntnis bewogen haben, dass ein Frieden mit Rom unmöglich sei, solange sein Vater an der Macht war. Mithridates, dessen Gefolgschaft nun rasch dahinschmolz und der auf keine Verbündeten mehr zählen konnte, musste befürchten, von seinem Sohn an die Römer ausgeliefert zu werden. Angesichts dieser Lage erschien ihm schließlich der Freitod als einziger Ausweg.

### Tod
Zum Tod von Mithridates VI. existieren zwei literarische Quellen. Appian zufolge versuchte sich Mithridates zu vergiften, was misslang, da er durch die kontrollierte Einnahme von Giften Immunitäten aufgebaut hatte. Schließlich ließ er sich von seinem Getreuen Bituitus auf der Burg von Pantikapaion durch das Schwert töten. Cassius Dio dagegen schreibt, dass der König von desertierenden Truppenmitgliedern, die zu seinem Sohn Pharnakes II. übergelaufen waren, ermordet wurde.
Pharnakes II. überführte die Leiche des Vaters nach Pontos, wo Pompeius ihm ein ehrenvolles Begräbnis gab und ihn ins Familiengrab überführen ließ. Über den Standort der Gräber der einzelnen Könige von Pontos besteht nach wie vor keine Sicherheit. Mithridates VI. könnte in Sinope begraben sein, aber auch in den königlichen Felsgräbern in Amaseia. Wenn man davon ausgehen könnte, dass ein Grab von mehreren Toten belegt worden ist, besteht die Möglichkeit, dass alle Könige von Pontos in den Felsgräbern von Amaseia begraben wurden.

## Königlicher Hof
Eine Vorstellung, welcher Personenkreis am Hof von Mithridates VI. vertreten war, liefern ein Denkmal, Inschriften und literarische Quellen.
In Delos stehen die Überreste eines Denkmals, das zu Ehren von Mithridates VI. errichtet wurde. Es wurde um 102/101 v. Chr. gebaut und vom Athener Helianax gestiftet, der zu dieser Zeit Priester auf Delos war. Die Existenz eines Denkmals für einen pontischen König zeigt die Bedeutung, die man dem Königreich Pontos in jener Zeit zugemessen hat. Das Besondere des Denkmals sind dreizehn Portrait-Medaillons, von denen alle Büsten außer einer schwer beschädigten verloren gegangen sind. Inschriften nennen die Personen hin, die in den Medaillons dargestellt wurden. Mehrere Personen stammen aus Amisos, eine weitere ist ein Hofmitglied der Arsakiden. Der Neffe von Mithridates VI., Ariarathes aus Kappadokien, der seleukidische König Antiochos IV. und der Vater von Helianax, der Athener Asklepiodoros, runden die heterogene Versammlung ab. Die Porträts werden als Darstellung des Hofs von Mithridates VI. interpretiert. Ihre Zusammensetzung deckt sich mit anderen Inschriften und literarischen Quellen. Demnach sollen zwei Drittel des pontischen Hofs aus Griechen von verschiedensten Ursprungsländern bestanden haben. Mit Römern, Kappadokiern und Thrakern ergibt sich ein Bild eines internationalen und multikulturellen Hofs mit griechischer Prägung.
Das Denkmal ist darüber hinaus von Bedeutung, weil es keinen ideologischen Hintergrund hat. Es ist von einem griechischen Priester „im Auftrag des athenischen und römischen Volks für die Götter des Heiligtums und König Mithridates Eupator“ gestiftet worden. Der Bau sollte mit der ungewöhnlichen Zusammensetzung des königlichen Hofs die internationalen Besucher von Delos faszinieren und das Königreich als einen vielversprechenden hellenistischen Teil der östlichen griechischen Macht und der angrenzenden Königreiche darstellen.

## Vorreiter der Münzprägung
Unter Mithridates VI. wurden neuartige Legierungen entwickelt, die sich in überlieferten Münzen nachweisen lassen. Er war der Erste, der bimetallische Systeme auf der Basis von Kupfer einführte.
Messing war eine in der Antike selten hergestellte Legierung und ist nur für das Gebiet von Phrygien aus dem 8–7. Jahrhundert v. Chr. und später für etruskische Objekte nachgewiesen. Die ältesten literarischen Quellen stammen von den Griechen Hesiod und Homer. Sie beschreiben die Legierung als etwas Spezielles und Teures. Bis Ende der 1960er Jahre sprach man die erste Prägung von Messingmünzen dem römischen Kaiser Augustus zu, obwohl bereits Anfang des 20. Jahrhunderts erste Münzen veröffentlicht wurden, die aus Messing bestanden und früher datiert wurden. 1970 erbrachte eine Untersuchung des British Museum den Beweis, dass Münzen aus Messing bereits 80–70 v. Chr. unter Mithridates VI. im Königreich Pontos und in Phrygien und Bithynien geprägt wurden.
Es steht fest, dass mehrere Münzstätten in Paphlagonien und im Königreich Pontos zwischen 90 und 70 v. Chr. Münzen mit den Bildnissen von Perseus, aus „reinem“ Kupfer, und Dionysos, aus Messing, geprägt haben. Alle anderen Münztypen, die während der Regierungszeit von Mithridates VI. in den beiden Ländern hergestellt wurden, bestanden aus Bronze mit einem kleinen Anteil von Blei.
In einer weiteren Untersuchung der Münzbestände der Eremitage in St. Petersburg wurde aufgedeckt, dass die anonymen pontischen kleinen Münzen vom Typ „head in leather cap/eight–rayed star“ wahrscheinlich aus dem Umkreis der Mithridaten stammen. Eine andere Vermutung ordnete die Münzen dem Tempelstaat Komana Pontika während den frühen Jahren der Regierungszeit Mithridates VI. zu. Sie sind aus „reinem“ Kupfer hergestellt, waren teilweise als Ersatz für die Silbermünzen vorgesehen und mussten deshalb fälschungssicher sein. Das für die damalige Zeit einzigartige verwendete Metall unterschied sie von den übrigen Bronzemünzen und verminderte das Risiko von Fälschungen.
Die ersten Münzen am kimmerischen Bosporus waren aus Silber, das die gleiche Qualität wie dasjenige von Münzen aus Amisos aufweist. Später folgten Silbermünzen mit über 50 % Kupferanteil. Die pontische Legierung mit Bronze und einem kleinen Anteil Blei ist auf Münzen aus Pantikapaion zu finden. In einer Untersuchung wurden 1163 anonyme Münzen aus der Region analysiert, davon waren 1158 Münzen „reine“ Kupfermünzen. Sie werden den Söhnen von Mithridates VI. zugeschrieben, die als Satrapen über dieses Gebiet herrschten. Auf den Münzen sind 50 verschiedene Monogramme geprägt, die Ähnlichkeiten mit den Monogrammen von pontischen kommunalen Münzen aufweisen. Es wird vermutet, dass die Münzen zu Beginn von Städten des Königreichs Pontos hergestellt wurden und im Verlauf der Herrschaft von Mithridates VI. Städte am Bosporus das Recht erhielten, selber Münzen zu prägen. Man nimmt an, dass zumindest in den ersten Jahren der Münzprägung am Bosporus das Rohmaterial, Silber und Bronze, aus dem Königreich Pontos, im Besonderen aus Amisos, eingeführt wurde.
Im 1. Mithridatischen Krieg, der von 89 bis 85 v. Chr. dauerte, eroberte Mithridates VI. Kleinasien und machte Pergamon zu seiner neuen Residenz. In dieser Zeit stellte die Stadt neue Tetradrachmen und Münzen mit kupferhaltigen Legierungen her. Es sind Münzen aus Messing mit einem Zink-Gehalt von weniger als 15 % und Legierungen aus Bronze mit Zinn und Blei überliefert. Andere Regionen von Mysien prägten Bronzemünzen mit einem Bleigehalt von bis zu 27 %. Auch aus Städten Phrygiens sind Messingmünzen überliefert, die das mithridatische Wappen mit dem Mond und dem Stern und weiteren Merkmalen der Münzprägung aus dem Königreich Pontos tragen.
Von Anfang an wurden für gleiche Münzwerte gleiche Legierungen verwendet, so dass die Münzen unterschieden werden konnten. Kupferbasierte Legierungen wurden für Münzen mit kleineren Werten verwendet und Münzen aus Messing könnten wahrscheinlich die Silbermünzen zumindest als Zahlungsmittel für den inneren Markt abgelöst haben.
Man hat sich immer wieder gefragt, wie Mithridates VI. seine Kriege finanziert hat. Einer der Hauptgründe für die Eroberung Kleinasiens könnte die angestrebte Kontrolle über die Gold-, Silber- und Metallminen Kleinasiens sein. Die neuen Legierungen wurden demnach geschaffen, um Ressourcen für die beinahe 30 Jahre andauernden Kriege bereithalten zu können.
Nach dem Tod von Mithridates VI. wurde die Prägung von Kupfer- und Messing-Münzen eine Zeit lang eingestellt. Erst später nahmen die Römer, genauer die Prokonsuln Gaius Clovius und Quintus Oppius 45–44 v. Chr. sowie Augustus 23 v. Chr., die Produktion solcher Legierungen wieder auf.

## Mehrsprachigkeit
In seinem Werk Naturalis historia schreibt Plinius der Ältere, Mithridates habe sämtliche 22 untergebenen Völker in deren eigener Sprache regiert. Aufgrund dieser Mehrsprachigkeit nannte Conrad Gessner im 16. Jahrhundert seine sprachvergleichende Studie, die das Vaterunser in vielen damals bekannten Sprachen umfasst, Mithridates. De differentiis linguarum. 1806 gab Johann Christoph Adelung seinem umfassenden Sprachenvergleich den Titel Mithridates, oder allgemeine Sprachenkunde. Jürgen Trabant nannte sein 2003 erschienenes Buch über die Geschichte des Sprachdenkens Mithridates im Paradies.

## Botaniker und Pharmakologe
Mithridates VI. Eupator setzte sich, ähnlich wie andere Fürsten in der Periode der Alexandrinischen Medizin, zeit seines Lebens mit Botanik, Pharmakologie und Toxikologie auseinander. Carl von Linné benannte 1753 die Gattung Wasserdost als Eupatorium nach dem alten lateinischen Pflanzennamen eupatorium. (Der Gewöhnliche Wasserdost wurde schon im Mittelalter als eupatorium bezeichnet.) Angeblich legte Mithridates VI. zusammen mit Theophrastos von Eresos und Attalos III. von Pergamon als einer der ersten einen botanischen Garten an. Unsicher ist, ob der vorlinnéische Pflanzenname eupatorium (von griechisch eupatórion, Wasserdost oder eine Achillea-Art wie die Leberbalsam-Schafgarbe) auf Mithridates Eupator zurückgeht.
Berühmt wurden die Kenntnisse des Königs mit dem Universalheilmittel gegen Gifte, Mithridatikum genannt (ein Vorläufer des Theriak), und mit der Entwicklung einer Immunisierung durch eine stetige Einnahme von geringen Dosen von Giften (Mithridatisation). Mithridates verfasste nach der Aussage Plinius’ des Älteren ein Buch über Gifte, das im Auftrag des Gnaeus Pompeius Magnus von Pompeius Lenaeus ins Lateinische übersetzt wurde. Die Kenntnisse Mithridates’ VI. im Bereich von Botanik und Pharmakologie haben sich danach von der Spätantike über das Mittelalter bis in die heutige Zeit gehalten. Das Wissen um Gifte und Gegengifte taucht zum Beispiel bei A. E. Housman in seinem 1896 erschienenen Zyklus A Shropshire Lad auf:
[…]

Im Osten regierte ein König:

Dort, wenn Könige zum Fest sitzen,

Sind sie vergiftet, bevor sie es erfassen,

Von Gerichten und Getränken.

Er aber sammelte alles, was es gab

Von den Giften der Erde;

Zuerst ein wenig, von da an mehr,

Er probierte alle ihre Tötungsarten;

Und ein einfacher, lächelnder, würziger Ton,

Stellte den König zufrieden,

Während Glückwünsche herumgereicht wurden.

Sie legten Arsen in sein Fleisch

Und warteten erwartungsvoll, dass er es aß;

Sie gossen Strychnin in seine Tasse

Und schüttelten sich, als sie sahen, wie er trank:

Sie zitterten, sie starrten, weiß wie ihr Hemd:

Sie aber waren es, die das Gift verletzte.

- Ich erzähle die Geschichte, die ich gehört habe.

Mithridates, er ist alt gestorben.